# لوسیخا
لوسیخا (به لاتین: Losikha) یک منطقهٔ مسکونی در روسیه است که در سرزمین آلتای واقع شده‌است.